# Massoteres
Massoteres – gmina w Hiszpanii, w prowincji Lleida, w Katalonii, o powierzchni 26,34 km². W 2011 roku gmina liczyła 207 mieszkańców.